# 32614 Hacegarcia
32614 Hacegarcia è un asteroide della fascia principale. Scoperto nel 2001, presenta un'orbita caratterizzata da un semiasse maggiore pari a 2,3795339 UA e da un'eccentricità di 0,0774917, inclinata di 7,32370° rispetto all'eclittica.